# Томас III (Салуцо)
Томас III дел Васто (на италиански: Thomas III del Vasto, Thomas III de Saluces, Tomas d'Alderan е маркграф на Салуцо (1396–1416) от фамилията Дел Васто, линия на род Алерамичи от френски произход. Той е автор на алегорическия роман „Le chevalier errant“, написан на френски.
Той е син и наследник на маркграф Федерико II дел Васто (1332–1396) и на Беатриса от Женева. Внук е на маркграф Томас II дел Васто.
През 1394 г. Томас III е пленен от савойската войска и затворен в Савиляно и по-късно в Торино. След плащането на висока сума той е освободен и може да наследява вече умрелия си баща като маркграф на Салуцо.
Томас III се жени през 1403 г. за френската благородничка Маргерита ди Руси де Пиерепонт († 1419). Те имат четири дъщери и два сина, от които първороденият умира на две години. Той има децата:
- Карло Джовани от Салуцо (1404–1406)
- Джована от Салуцо (* 1405), омъжена за Ги IV, годподар на Меолет и Офремонт
- Лудовико I (1406–1475), маркграф на Салуцо (1416–1475)
- Беатриче от Салуцо, монахиня
- Ричарда да Салуцо († 1474), омъжена за Николò III д’Есте (1384–1441), маркграф на Ферара, Модена и Реджо нел'Емилия

Той има и 4 извънбрачни деца.